# Bulbine bruynsii
Bulbine bruynsii är en grästrädsväxtart som beskrevs av Steven A. Hammer. Bulbine bruynsii ingår i släktet bulbiner, och familjen grästrädsväxter. Inga underarter finns listade i Catalogue of Life.